# لیتانهایم
لیتانهایم (به فرانسوی: Littenheim) یک کمون در فرانسه با جمعیت ۲۷۰ نفر است که در Canton of Saverne واقع شده‌است.